# Skopje 2014
 (décembre 2014).

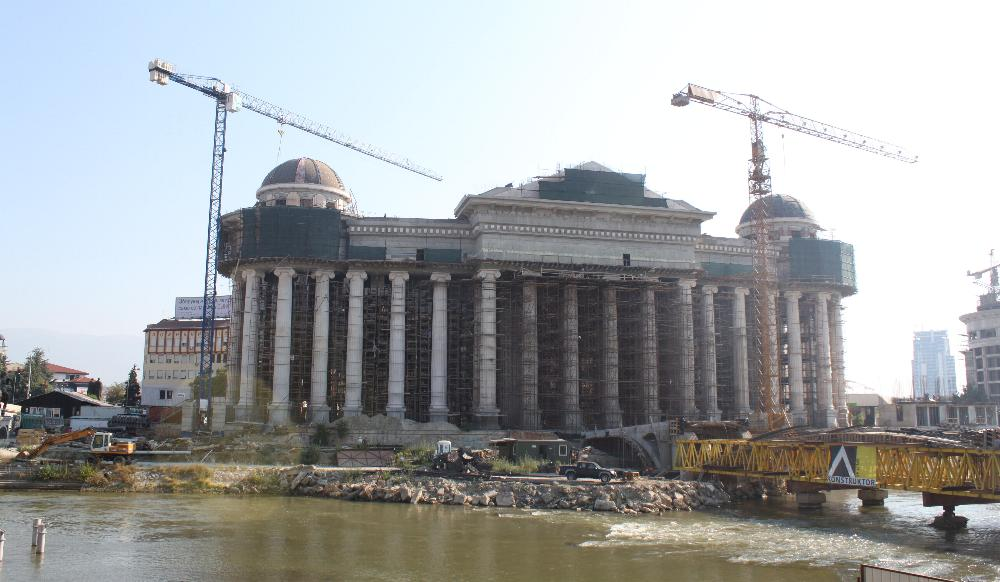
Le futur Musée d'archéologie en construction, en 2011.

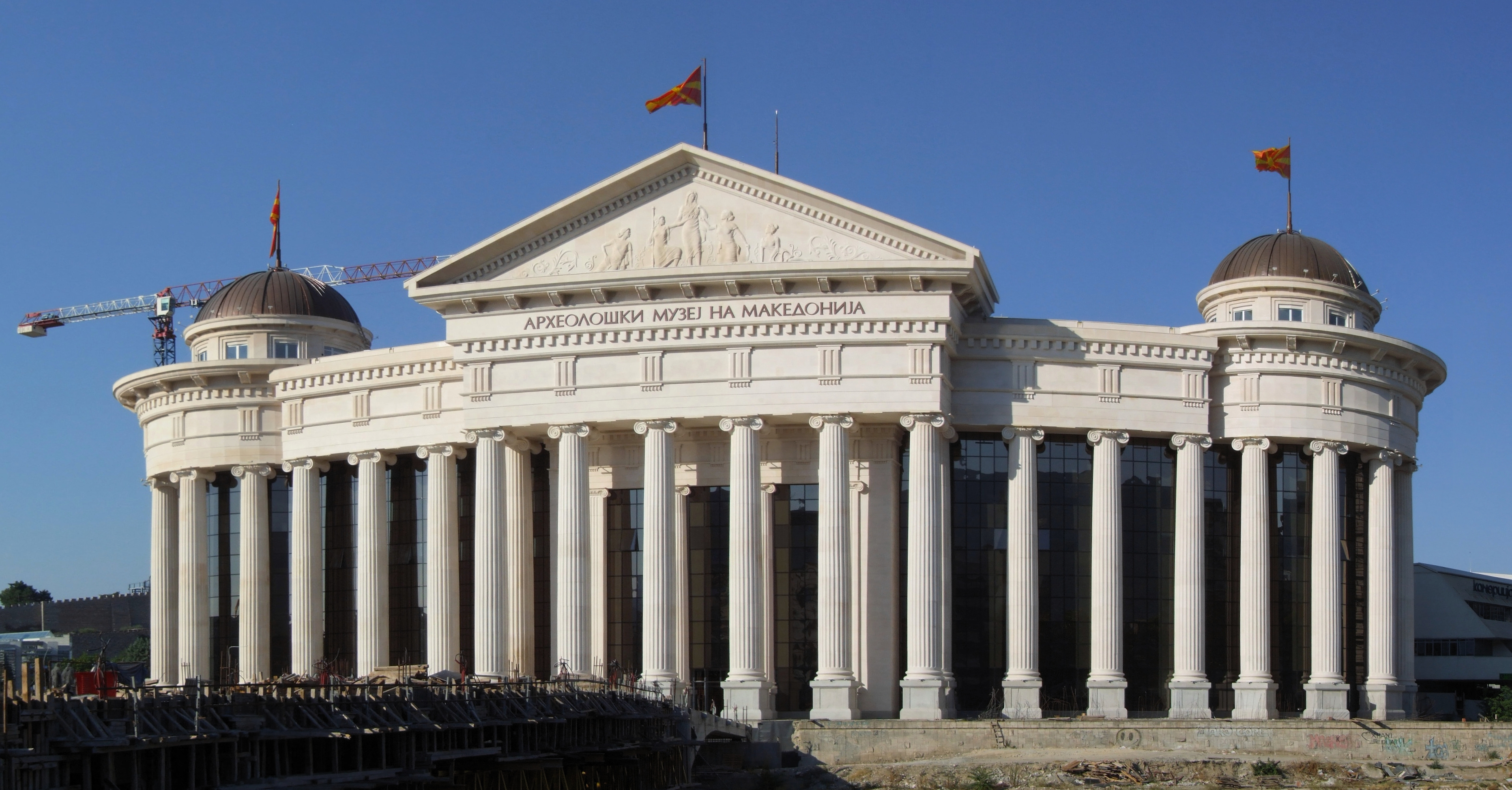
Le Musée d'archéologie achevé, en 2012.

Skopje 2014 est une vaste campagne d'aménagement et de construction qui doit donner un nouveau visage au centre de Skopje, capitale de la Macédoine du Nord. La ville, détruite par un tremblement de terre en 1963, présente en effet un urbanisme moderniste dépourvu de monuments historiques et d'édifices prestigieux, habituels dans le paysage des autres capitales européennes. L'opération prévoit notamment la reconstruction de monuments emblématiques disparus lors du séisme ainsi que la création de musées, de monuments commémoratifs, etc.
L'opération est dirigée par le maire de la ville, Koce Trajanovski, et elle est soutenue par son parti, le VMRO-DPMNE, ainsi que le gouvernement, dont la plupart des membres appartiennent à ce même parti. Certains éléments inclus dans Skopje 2014 ont été annoncés dès 2004, mais le projet dans son ensemble n'a été présenté au public qu'en 2010. Par la suite, d'autres éléments ont été ajoutés à la liste. Les travaux doivent se poursuivre jusqu'en 2014.

## Contexte

### But du projet

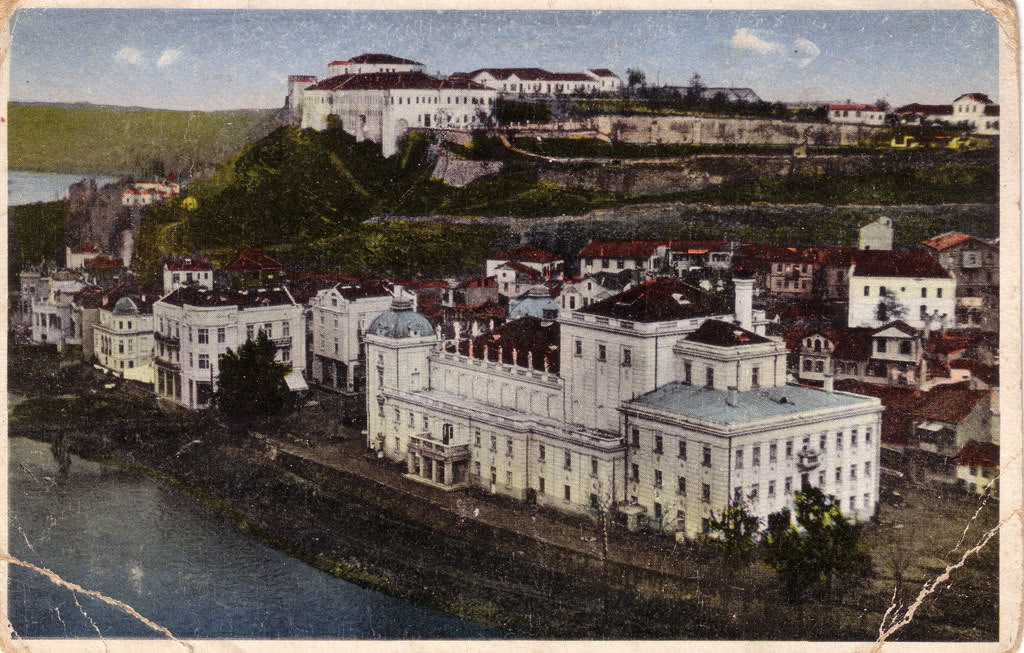
Le Théâtre national et la forteresse avant le tremblement de terre.

Le tremblement de terre de 1963 a détruit environ 80 % de la ville, dont la plupart des monuments néoclassiques du centre-ville. La reconstruction a été orchestrée selon les principes modernistes, faisant naître une nouvelle ville aérée, organisée, mais pratiquement dépourvue d'édifices emblématiques, et seul le Vieux bazar, situé sur la rive nord du Vardar, en périphérie du centre, a gardé son aspect historique. Ainsi, Skopje est devenue une ville grise, en béton, dont les rares monuments anciens sont associés à l'époque ottomane et à l'Islam, comme des mosquées, des caravansérails et des hammams. Le but de Skopje 2014 est donc de redonner à Skopje un visage historiciste, monumental et agréable, c'est-à-dire de rapprocher la ville des autres capitales européennes, qui ont toutes leurs églises, leurs palais, leurs statues, etc.
Skopje manquait aussi d'immeubles pour loger ses institutions. En effet, la République de Macédoine n'est devenue indépendante qu'en 1991, et auparavant, Skopje était la capitale d'une république fédérée yougoslave, donc elle ne possédait pas de ministères. Après l'indépendance, les institutions de la république ont dû s'installer dans des immeubles de bureaux trop étroits ou bien inadaptés. Par ailleurs, certains organes municipaux étaient encore logés dans des préfabriqués montés après le séisme, comme le service des eaux. Enfin, Skopje ne possédait pas de véritable hôtel de ville, et ses services étaient dispersés dans divers bâtiments.

### Genèse et développement du projet
Au cours des années 1990, les autorités municipales ont envisagé une rénovation du centre-ville, afin de rendre l'endroit plus agréable et d'augmenter notamment le nombre d'infrastructures culturelles. La ville a lancé un concours d'urbanisme en 1997, et l'équipe gagnante proposa une densification de l'espace, en proposant par exemple la reconstruction du théâtre national, l'ajout d'un nouveau pont sur le Vardar et de deux grands hôtels sur la place de Macédoine. Pratiquement toutes les parcelles laissées libres lors de la reconstruction d'après 1963 devaient ainsi être occupées. L'équipe gagnante était dirigée par Miroslav Grčev, membre du conseil culturel de l'Union sociale-démocrate de Macédoine (SDSM), le parti alors au pouvoir. Le projet fut toutefois abandonné, et les travaux ne furent jamais commencés. Les plans de Miroslav Grčev inspirèrent cependant Skopje 2014, même si ce dernier projet compte moins d'édifices. Miroslav Grčev a par ailleurs abondamment critiqué Skopje 2014, en partie parce que le projet a été lancé par le VMRO-DPMNE, principal adversaire politique de la SDSM.
Au cours des années 2000, la restructuration du centre-ville est à nouveau envisagée. Le Théâtre national macédonien est le premier élément à être annoncé, dès 2004, même si les travaux ne commencent qu'en 2007. Cette même année, c'est la reconstruction du Cercle des Officiers qui est décidée. Cet édifice qui dominait la place de Macédoine datait des années 1920. La Banque nationale, qui lui faisait face et avait une apparence similaire, n'est pas reconstruite, mais un immeuble moderne de bureaux ayant la même silhouette est annoncé, également en 2008. Enfin, à la suite de fouilles archéologiques commencées en 2007, la forteresse de Skopje est progressivement remontée pierre par pierre.
Parallèlement, après son arrivée au pouvoir en 2006, le gouvernement mené par le VMRO-DPMNE annonce la construction d'un musée du VMRO et de la mort du communisme, qui commémorerait notamment la lutte des Macédoniens contre la domination ottomane, menée par le VMRO, une organisation nationaliste dont le VMRO-DPMNE se veut l'héritier idéologique. En 2007, le gouvernement annonce la construction du mémorial de l'Holocauste des Juifs de Macédoine, d'une salle pour l'orchestre national philharmonique, et la rénovation du Palais de l'Assemblée, un édifice des années 1930 qui sera coiffé de trois coupoles en verre, à la manière du Reichstag de Berlin.
En 2009, plusieurs édifices officiels sont annoncés, comme le ministère des affaires étrangères et le siège de la police financière, puis le projet Skopje 2014 est dévoilé en 2010, grâce à une vidéo montrant des images de synthèse qui permettent d'imaginer la ville en 2014. Le projet reprend les éléments déjà annoncés, il dévoile quelques autres constructions, comme un hôtel Marriott, une église et deux ponts sur le Vardar, et surtout, un important ensemble de statues. Par la suite, d'autres éléments sont ajoutés, comme un hôtel de ville pour Skopje, un immeuble pour le service des eaux, le remodelage du Palais du gouvernement et de plusieurs façades en béton du centre-ville dans un style baroque.
Dans un discours prononcé lors de l'inauguration de la porte de Macédoine en 2012, le Premier ministre Nikola Gruevski a déclaré que Skopje 2014 était son idée.

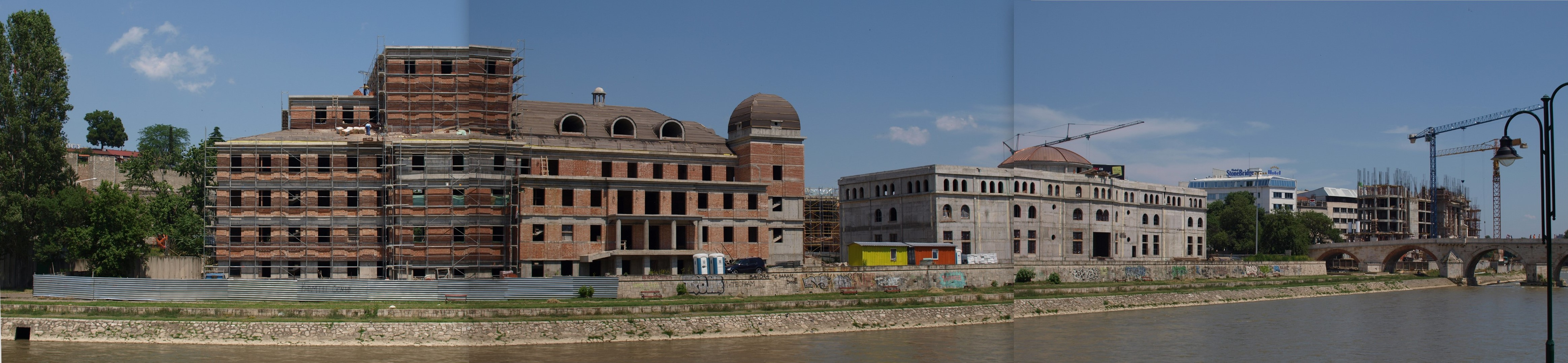
À gauche, le Théâtre national macédonien, à droite, le musée de la lutte macédonienne, en 2010.

### Critiques

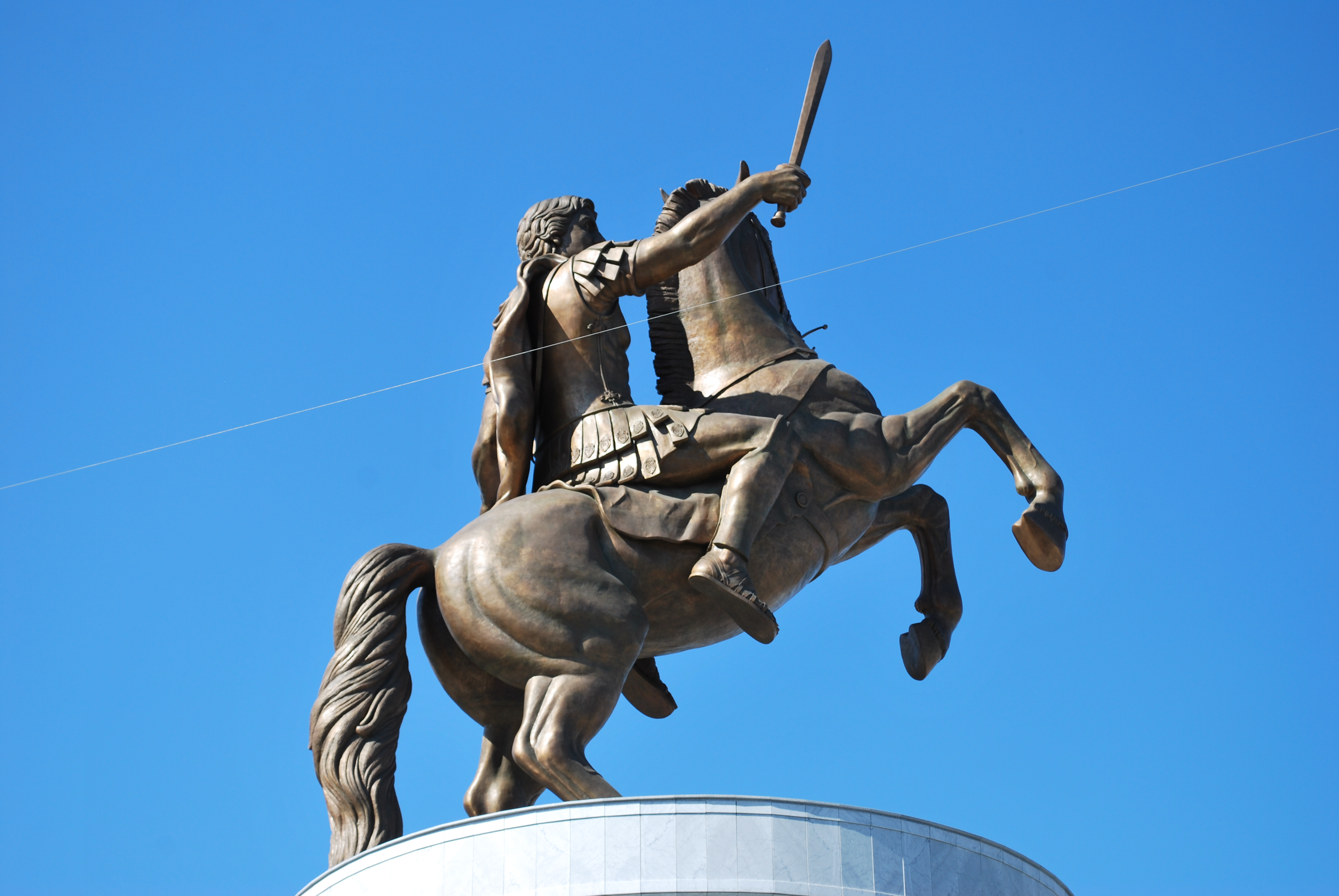
La statue du guerrier à cheval.

Skopje 2014 ne fait pas l'unanimité, notamment à cause de son coût (207 millions d'euros annoncés, représentant 1,5 % du PIB national de l'année 2013). Des opposants au projet auraient souhaité une utilisation plus raisonnée de cet argent, notamment pour construire des logements et des infrastructures de transport. En outre, l'Union sociale-démocrate de Macédoine (SDSM), le principal parti d'opposition, a déclaré que les travaux auraient pu coûter six à dix fois moins cher, soulevant ainsi de possibles délits de favoritisme et de détournement d'argent.
Le gouvernement est aussi accusé de se servir de Skopje 2014 pour détourner l'attention de la population des véritables problèmes du pays, comme le chômage et la corruption. Lorsqu'Andrej Žernovski, président du Parti libéral-démocrate (dans l'opposition) est devenu en 2013 maire de Tsentar, la municipalité de Skopje qui est la plus concernée par les travaux, il a d'ailleurs mis en place une commission chargée de vérifier le budget du projet. Il a également annoncé qu'il ferait tout ce qui est en son pouvoir pour empêcher la construction de potentiels nouveaux éléments qui viendraient s'ajouter au projet,.

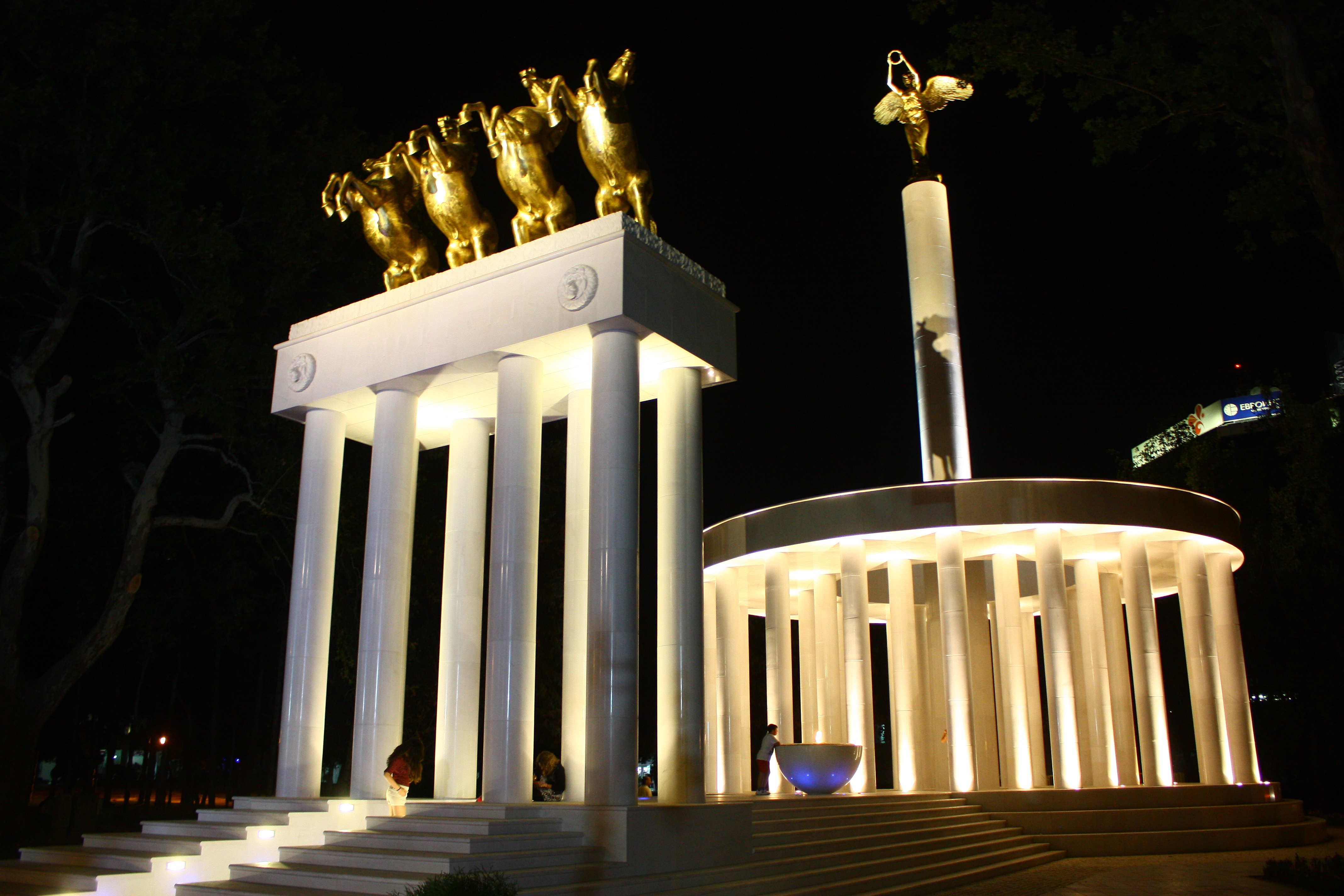
Le monument des héros tombés pour la Macédoine.

Le projet est aussi critiqué à cause du caractère très historiciste et nationaliste des futures constructions. Des architectes locaux ont dénoncé l'esthétique du projet, qu'ils décrivent comme kitsch et qui détériore la ville moderniste imaginée après le séisme de 1963, qui avait été imaginée par des grands noms de l'architecture comme Kenzo Tange.
Skopje 2014 peut par ailleurs être rapproché des tentatives d'« antiquisation » de la Macédoine menée par le VMRO-DPMNE. Ces tentatives cherchent à affirmer le nationalisme macédonien et à ancrer des personnages historiques comme Alexandre le Grand dans le paysage culturel national, ce qui relance le débat avec la Grèce. L'installation d'une immense statue d'Alexandre sur la place de Macédoine a d'ailleurs provoqué la colère des autorités grecques, et le monument a été rebaptisé « statue du guerrier à cheval ».

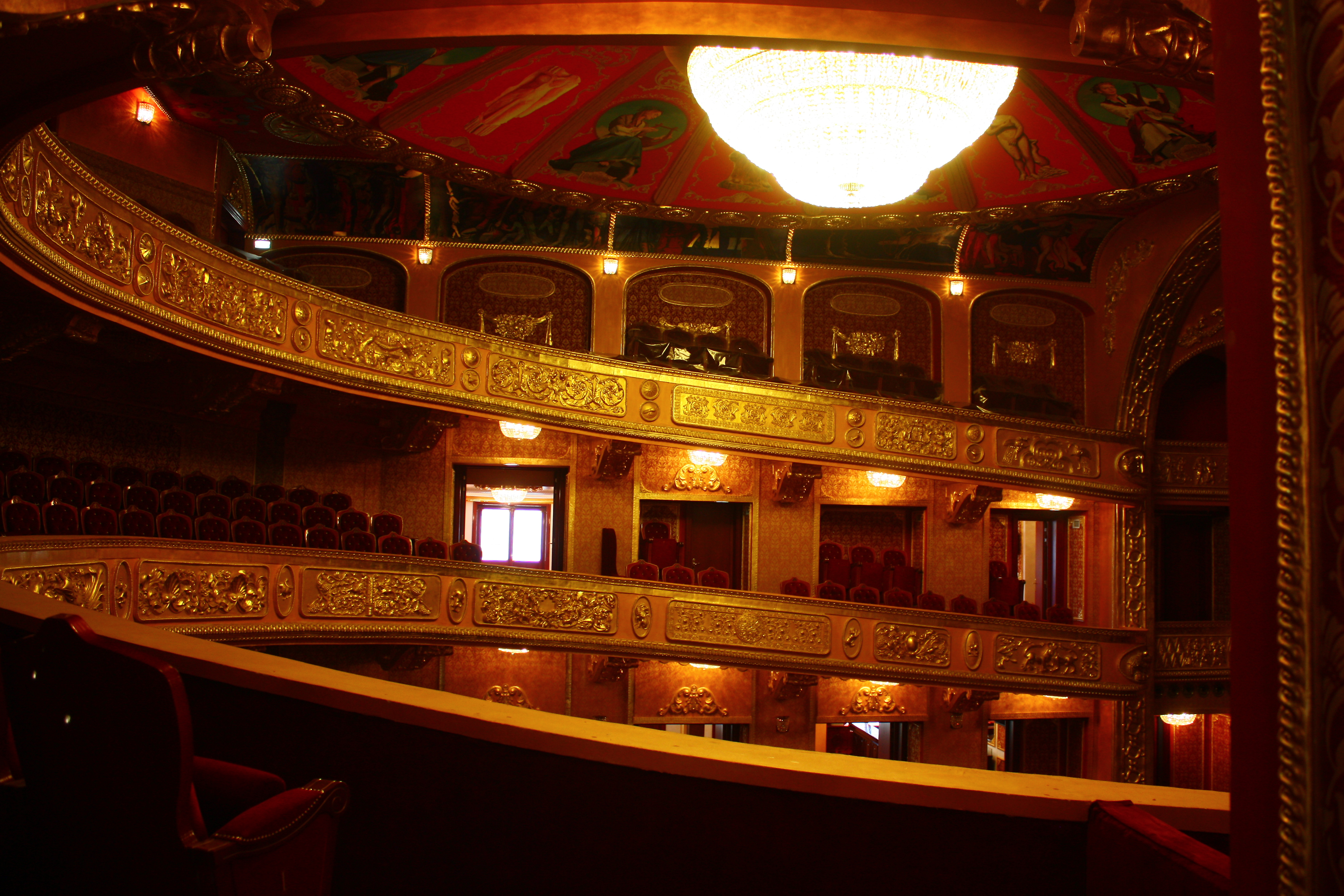
La grande salle du Théâtre national reconstruit à l'identique.

Le VMRO-DPMNE est souvent accusé, tant par la Grèce que par l'opposition, de vouloir réécrire l'histoire macédonienne et de se servir de Skopje 2014 pour affirmer sa version. Le projet heurte aussi la Bulgarie, car plusieurs statues représentent des figures ayant vécu en Macédoine avant que la nation macédonienne ne soit reconnue internationalement. En effet, avant cela, les Macédoniens étaient généralement considérés comme bulgares, et des figures comme Gotsé Deltchev et Damé Grouev sont toujours considérées en Bulgarie comme faisant uniquement partie de l'histoire bulgare.
L'écrivain israélien Sam Vaknin, qui a un temps été un conseiller du premier ministre Nikola Gruevski, a déclaré que le projet n'était ni anti-grec, ni anti-bulgare, mais anti-albanais. La Macédoine compte en effet une importante minorité albanaise, dont l'intégration pause régulièrement problème, notamment à Skopje. Dans une interview, Vaknin a expliqué que « l'antiquisation avait un double but, celui de marginaliser les Albanais et de créer une identité qui ne permettrait pas aux Albanais de devenir macédoniens. » Alors que Skopje 2014 avait un temps prôné la réconciliation entre les communautés macédonienne et albanaise de Skopje, notamment en faisant construire deux ponts sur le Vardar (les deux communautés se cantonnent chacune à une rive du fleuve), il n'y avait aucune représentation d'Albanais incluse dans le projet. Les autorités ont toutefois ajouté par la suite des statues de Nexhat Agolli, Josif Bagëri et Pjetër Bogdani.

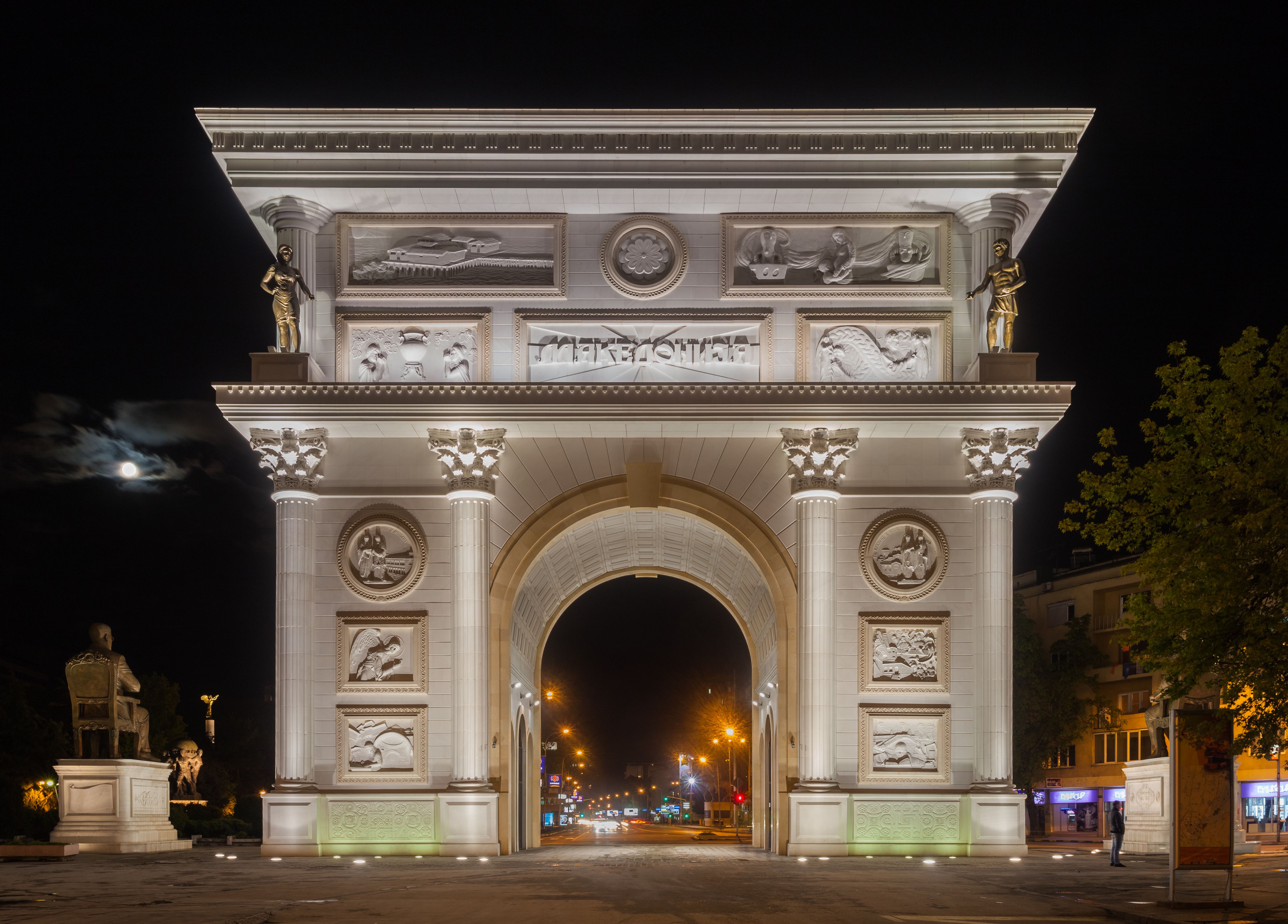
La Porte de Macédoine.

Par ailleurs, la reconstruction du Cercle des Officiers sur la place de Macédoine a entraîné un vif débat entre les autorités et les Albanais, puisque ceux-ci souhaitaient la reconstruction de la mosquée Burmali, qui avait été détruite vers 1920 pour construire le Cercle. La reconstruction de la mosquée était aussi revendiquée parce que Skopje 2014 prévoyait à l'origine la construction d'une église sur la place. Les Albanais, majoritairement musulmans, souhaitaient donc obtenir une certaine égalité. L'église a finalement été construite dans un lieu plus discret, situé le long de la rue de Macédoine,.
Un sondage d'Ipsos de 2013 fait état de 24,4 % de Skopiotes favorables au projet, contre 34 % de personnes totalement opposées. Les autres personnes sondées étaient partagées (39,2 %) ou indécises (2,3 %). le soutien est plus important chez les Macédoniens ethniques, puisque 28 % d'entre eux sont favorables et 42 % ont un avis partagé, contre seulement 14 % et 26 % des Albanais. De même, 27 % des Macédoniens et 57 % des Albanais sont opposés au projet. Sur des questions plus précises, les avis sont moins tranchés. Ainsi, plus de 60 % des personnes interrogées préfèrent le nouvel aspect du centre-ville (44 % chez les Albanais). Le style historiciste utilisé plaît à 58 % des Macédoniens et à 26 % des Albanais. La plupart des éléments, comme les ponts et les édifices culturels plaisent à environ 67 % des Skopiotes, et à 56 % des Albanais. Des monuments plus controversés divisent toutefois beaucoup, comme la statue du guerrier à cheval. 11 % des Macédoniens et 59 % des Albanais y sont totalement opposés, tandis que 59 % des Macédoniens et 15 % des Albanais en sont totalement satisfaits.

## Principaux éléments

### Édifices
| Nom                                                                  | Dates de construction | Détails | Illustration |
| -------------------------------------------------------------------- | --------------------- | --- | ------------ |
| Palais de l'Assemblée                                                | 2010-                 | Rénovation d'ensemble, ajout de trois coupoles dont une grande de 34 mètres de diamètre, surélévation du bâtiment d'un étage afin d'ajouter 119 bureaux pour les parlementaires. |              |
| Réfection des façades de la place de Macédoine dans un style baroque | 2012-                 | Travaux commencés sur l'immeuble Pelister et poursuivis avec l'immeuble Trend. L'opération est ensuite étendue à 17 autres constructions du centre-ville en 2012. par ailleurs, certains bâtiments officiels doivent connaître le même sort, comme le Palais du gouvernement, qui date des années 1970, l'immeuble MEPSO, le ministère de la justice et celui des transports, ainsi que le grand centre commercial qui se trouve derrière la place de Macédoine. |              |
| Porte de Macédoine                                                   | 2011-2012             | Construction d'un arc de triomphe de 21 mètres de haut, orné de bas-reliefs célébrant divers passages de l'histoire du pays (Préhistoire, Antiquité, soulèvement de Karpoch, insurrection d'Ilinden...). |              |
| Église Saint-Constantin et Sainte-Hélène                             | 2012-2019             | Envisagée sur la place de Macédoine, finalement construite en retrait, sur la rue de Macédoine. |              |
| Immeuble de bureaux à l'emplacement de l'ancienne Banque nationale   | 2010-2012             | Immeuble de style contemporain dont la façade évoque le siège de la Banque nationale, disparu en 1963. |              |
| Hôtel Marriott                                                       | 2013-2016             | Construit sur la place de Macédoine dans un style baroque. |              |
| Hôtel 4 étoiles                                                      | 2014-                 | Doit être construit à côté du Marriott. Le terrain a été acheté par un investisseur grec en 2011. Lors de l'achat, il s'est engagé à reconstruire le Cercle des Officiers qui se trouvera à côté. |              |
| Rotonde                                                              | 2011                  | Rotonde néoclassique sur la place de Macédoine abritant la statue d'un couple. |              |
| Annexe de l'hôtel de ville                                           | 2014-                 | Il s'agit de la reconstruction à l'identique du Cercle des Officiers. Il servira à la mairie pour ses grands événements. |              |
| Musée archéologique                                                  | 2010-2013             | Cet édifice néoclassique à colonnes doit accueillir le nouveau Musée archéologique national, les archives nationales et la Cour constitutionnelle. |              |
| Agence des Communications électroniques                              | 2011-2013             | Cet immeuble situé le long du Vardar est estimé à 8,5 millions d'euros, et il doit être financé par l'agence elle-même. |              |
| Police financière et Ministère public                                | 2010-2013             | Cet édifice circulaire situé au bord du Vardar a coûté 13 millions d'euros. |              |
| Philharmonie macédonienne                                            | 2009-                 | Cette salle de spectacle, abritée par deux grandes bulles de verre, est l'un des rares édifices à être entièrement dessinés dans un style contemporain. Son acoustique sera excellente et elle aura une capacité de 900 places. |              |
| Ministère des Affaires étrangères                                    | 2010-2012             | Le ministère, situé le long du Vardar, fait sept étages pour 27 mètres de haut. Il est estimé à 13,5 millions d'euros. |              |
| Théâtre national macédonien                                          | 2007-2013             | Reconstruction à l'identique (avec toutefois des interprétations contemporaines) du théâtre détruit en 1963. Il s'agit de l'élément qui a coûté le plus cher. Estimé au départ à environ 6 millions d'euros, dont 2 pour la structure et 4 pour l'aménagement intérieur, sa construction a finalement nécessité 37 millions d'euros. |              |
| Musée de la lutte macédonienne                                       | 2008-2011             | Le musée fait 2 500 m2 et sa construction a coûté environ 10 millions d'euros. |              |
| Mémorial de l'Holocauste des Juifs de Macédoine                      | 2009-2012             | |              |
| Cour criminelle                                                      | 2010-2013             | Le nouveau siège de la Cour criminelle, haut de 10 étages et construit dans un style néoclassique, doit notamment abriter 74 bureaux de magistrats. Son coût est estimé à 8,3 millions d'euros |              |
| Hôtel de ville de Skopje                                             | 2011-                 | Cet édifice est construit en contrebas de la forteresse. Il aura un style néoclassique, et comprendra six étages. Il est évalué à 15 millions d'euros. |              |
| Service des eaux                                                     | 2011-                 | Cet édifice est voisin de l'hôtel de ville et il est lui aussi en contrebas de la forteresse. De style néoclassique, il se caractérise par un plan circulaire ainsi que par un grand dôme surmonté d'un clocheton. Il est estimé à 10 millions d'euros,. |              |

### Ponts
| Nom                    | Dates de construction | Détails | Illustration |
| ---------------------- | --------------------- | --- | ------------ |
| Pont de l'Art          | 2012-2013             | Ce pont piétonnier, décoré de 29 statues d'artistes macédoniens, évoque le Pont Charles de Prague. Son coût est évalué à 2,5 millions d'euros et il fait 83 mètres de long pour 9,2 mètres de large. Sa partie centrale s'élargit à 12 mètres |              |
| Pont des Civilisations | 2011-2013             | Ce pont piétonnier sur le Vardar conduit au Musée archéologique. Il est orné de 28 statues et son coût est estimé à 1,5 million d'euros. |              |
| Pont Goce Delčev       | 2010-2011             | Le pont Goce Delčev est une structure en béton qui avait été construite après 1963. En 2011, il a reçu des garde-corps dorés et 26 lampadaires inspirés du début du XXe siècle. Les travaux ont coûté environ 500 000 euros, dont 60 000 euros pour le nouvel éclairage. Des statues de lions ont par ailleurs été placées aux extrémités du pont en 2010. |              |
| Pont de la Révolution  | 2010-2011             | Le pont de la Révolution date de 1963. Il a été orné de 22 lampadaires et de garde-corps en fer forgé. Les travaux ont coûté 450 000 euros. |              |
| Pont de la Liberté     | 2011-                 | Le pont de la Liberté date de 1936. Il doit obtenir un aspect similaire à celui des deux autres ponts rénovés. Les travaux ont commencé en 2011 et doivent s'achever en 2014, ils sont estimés à 1,15 million d'euros. |              |

### Statues
| Nom                                                                      | Date d'installation | Coût estimé (en euros)    | Détails | Illustration |
| ------------------------------------------------------------------------ | ------------------- | ------------------------- | --- | ------------ |
| Statue du guerrier à cheval                                              | 2011                | 7,1 millions              | Ce monument est sans doute l'élément le plus emblématique de Skopje 2014. Il se trouve au centre de la place de Macédoine. La statue en elle-même est en bronze et fait 14,5 mètres de haut. Elle se trouve sur une colonne de 10 mètres ornée de bas-reliefs, posée sur une fontaine. Cette fontaine est ornée de statues de soldats et de lions et compte un dispositif musical. Elle représente Alexandre le Grand, mais à cause d'ennuis diplomatiques avec la Grèce, elle a reçu un nom moins controversé. Elle a été inaugurée le 8 septembre 2011, lors des vingt ans de l'indépendance macédonienne.                                                       |              |
| Statue de guerrier et place de l'Insurrection de Karpoch                 | 2012                | 2 millions pour la statue | La place de l'Insurrection de Karpoch fait face à la place de Macédoine, de l'autre côté du Vardar. Elle a été totalement réaménagée et elle accueille en son centre une statue en bronze de 15 mètres de haut. Elle est elle-même placée sur une colonne de 13 mètres. La statue représente Philippe II de Macédoine, le poing levé, mais comme pour la statue d'Alexandre, les autorités ont choisi un nom neutre. La place a aussi accueilli des fontaines ornées de chevaux et une statue d'Olympias tenant dans ses bras Alexandre enfant. |              |
| Justinien                                                                | 2011                | Plus de 1 million         | Ce monument représente l'empereur byzantin Justinien, né à Tauresium, à 20 kilomètres de Skopje. Il est assis sur un trône de marbre blanc, installé sur un piédestal de 3,5 mètres de haut. L'ensemble fait 7,5 mètres de haut. |              |
| Samuel Ier de Bulgarie                                                   | 2011                | 3,5 millions              | Samuel Ier est un empereur bulgare ayant régné vers l'An mil et dont la capitale était Ohrid, une ville aujourd'hui située en République de Macédoine. Tout comme Justinien, il est représenté assis sur un trône et l'ensemble fait aussi 7,5 mètres de haut. Comme plusieurs autres statues, celle-ci a été faite à Florence. |              |
| Nexhat Agolli                                                            | Fin 2012/2013       |                           | Cette statue représente un résistant et homme politique albanais de Macédoine. Membre de l'Assemblée anti-fasciste pour la Libération du Peuple macédonien en 1944, il a ensuite conservé ses opinions pro-soviétiques après la rupture entre Tito et Staline, ce qui lui a valu d'être arrêté puis exécuté en 1949. |              |
| Todor Aleksandrov                                                        | 2012                | 350 000                   | Cette statue se trouve dans un parc de la municipalité de Kisela Voda, en dehors du centre. Elle représente Todor Aleksandrov, personnalité controversée en Macédoine car il a toujours affirmé que les Macédoniens étaient d'ethnicité bulgare. Chef de l'Organisation révolutionnaire intérieure macédonienne dans les années 1920, il a refusé toute collaboration entre ce mouvement nationaliste et terroriste et les Soviétiques, ce qui a entraîné son assassinat en 1924. |              |
| Metodija Andonov-Čento                                                   | 2010                | 800 000                   | Cette statue se trouve sur la place de Macédoine, elle représente le premier président de l'Assemblée anti-fasciste pour la Libération du Peuple macédonien et de la Macédoine socialiste. |              |
| Assemblée anti-fasciste pour la Libération du Peuple macédonien          | 2012                | 1,9 million               | Cette statue se trouve dans le parc des Femmes et illustre la fondation de l'Assemblée anti-fasciste pour la Libération du Peuple macédonien (ASNOM) en 1944. Cette assemblée communiste était le prélude à la proclamation de la République socialiste de Macédoine. |              |
| Josif Bagëri                                                             | 2013                |                           | Cette statue, placée devant le Théâtre national, représente Josif Bagëri (1870-1916), un prêtre catholique albanais qui a activement participé à l'éducation des enfants albanais à travers les Balkans. |              |
| Les Bateliers de Salonique                                               | 2010                | 970 000                   | Cet ensemble placé sur la Place de Macédoine représente les Bateliers de Salonique, un groupe de nationalistes macédoniens qui ont lancé des attentats à la bombe en 1903 à Thessalonique, afin d'attirer l'attention des Occidentaux sur la situation des Macédoniens, qui vivaient alors dans l'Empire ottoman. |              |
| Pjetër Bogdani                                                           | 2013                |                           | |              |
| Vasil Tchekalarov                                                        | 2013                | 330 000                   | Vasil Tchekalorov (1874-1913) était une figure de l'Organisation révolutionnaire intérieure macédonienne en Macédoine grecque. Il a été tué par des troupes grecques au cours de la Seconde Guerre balkanique. |              |
| Dimitrija Čupovski                                                       | 2011                | Entre 80 000 et 141 000,  | Cette statue située sur la place de Macédoine représente le lexicographe et philologue Dimitrija Čupovski (1878-1940). Il est l'un des premiers intellectuels à affirmer l'existence d'une nation macédonienne distincte du peuple bulgare. |              |
| Les Défenseurs de la Macédoine                                           | 2011                | Entre 232 800 et 320 000, | Ce monument rend hommage aux soldats macédoniens tués lors de l'Insurrection albanaise de 2001. |              |
| Gotsé Deltchev                                                           | 2010                | 850 000                   | Cette statue équestre est placée sur la place de Macédoine. Avec celle de Damé Grouev, elle encadre l'entrée du Pont de pierre. |              |
| Damé Grouev                                                              | 2010                | 850 000>                  | Cette statue équestre est placée sur la place de Macédoine. Avec celle de Gotsé Deltchev, elle encadre l'entrée du Pont de pierre. |              |
| Pitu Guli                                                                | 2012                | 118 192,                  | Cette statue représente Pitu Guli, un Valaque membre de l'Organisation révolutionnaire intérieure macédonienne. |              |
| Les Héros tombés pour la Macédoine                                       | 2012                | 2,3 millions              | Cet ensemble monumental comprend une rotonde enfermant une colonne surmontée d'une statue de Niké, la déesse de la Victoire. La rotonde s'ouvre sur un portique surmonté de quatre chevaux cabrés. Le portique s'ouvre lui-même sur une allée, où se dresse Prométhée. Le monument comprend aussi une flamme éternelle. Lors de son installation, la statue de Prométhée a soulevé une controverse. La statue était nue à l'origine, et cela a provoqué le mécontentement d'organisations traditionalistes, notamment parce que le monument se trouve dans le parc des Femmes. Les autorités ont finalement accepté de couvrir le sexe de la statue avec un pagne. |              |
| Les Fondateurs de l'Organisation révolutionnaire intérieure macédonienne | 2012                | 1,2 million               | |              |
| Kuzman Josifovski-Pitu                                                   | 2013                |                           | |              |
| Nikola Karev                                                             | 2012                | 715 000                   | |              |
| Petar Karpoch                                                            | 2011                | 540 000                   | |              |
| Krste Misirkov                                                           | 2011                | Entre 170 000 et 180 000, | |              |
| Ǵorče Petrov                                                             | 2011                | 350 000>                  | Cette statue ne se trouve pas dans le centre-ville, mais dans la commune de Ǵorče Petrov, en périphérie ouest. |              |
| Philippe II de Macédoine                                                 | 2011                | 330 000                   | Cette statue se trouve dans le quartier d'Avtokomanda, dans la municipalité de Gazi Baba. |              |
| Dimitar Pop-Georgiev                                                     | 2012                | 67 000                    | Dimitar Pop- Georgiev (1840-1907) était un membre de l'Organisation révolutionnaire intérieure macédonienne. Il a notamment fait partie des dirigeants du Soulèvement de Krésna-Razlog. |              |
| Georgi Pulevski                                                          | 2011                | 142 000                   | |              |
| Saints Clément et Naum d'Ohrid                                           | 2010                | 580 000                   | |              |
| Saints Cyrille et Méthode                                                | 2010                | 540 000                   | |              |
| Yané Sandanski                                                           | 2011                | 250 000                   | Cette statue est située dans la municipalité d'Aerodrom, en périphérie est. |              |
| Pavel Chatev                                                             | 2013                |                           | |              |
| Hristo Tatartchev                                                        | 2013                |                           | |              |
| Hristo Ouzounov                                                          | 2013                | 120 000                   | Hristo Ouzounov (1878-1905) était un membre de l'Organisation révolutionnaire intérieure macédonienne. Il est surtout connu comme le chef de file du mouvement dans la région d'Ohrid et il a participé à l'Insurrection d'Ilinden. |              |